# مخيم الرشيدية
يقع مخيم الرشيدية على مسافة 5 كلم جنوبي ميناء تيرا الساحلي إلى الجنوب من مدينة صور اللبنانية، ويعد الأقرب إلى فلسطين بين الإثني عشر مخيماً الموجودة على الأراضي اللبنانية، إذ يبعد عن الحدود الفلسطينية اللبنانية مسافة 23 كلم فقط.
يقسم مخيم الرشيدية إلى قسمين: القديم والجديد. تم بناء القسم القديم من قبل الحكومة الفرنسية في عام 1936 لإيواء اللاجئين الأرمن الذين فروا من أرمينيا إلى لبنان. وقامت الأونروا ببناء القسم الجديد عام 1963 لإيواء اللاجئين الفلسطينيين الذين تم إجلاؤهم من مخيم غورو في منطقة بعلبك في لبنان. 

## السكان
تعود أُصول الأغلبية من سكان المخيم لقضاء عكا وشمال فلسطين؛ ينحدر معظم السكان من قرى كويكات، أم الفرج، شعب، الشيخ داوود، الغابسية، سحماتا، دير القاسي، فارة، نحف، علما، النهر والقرى الأخرى في شمال فلسطين.

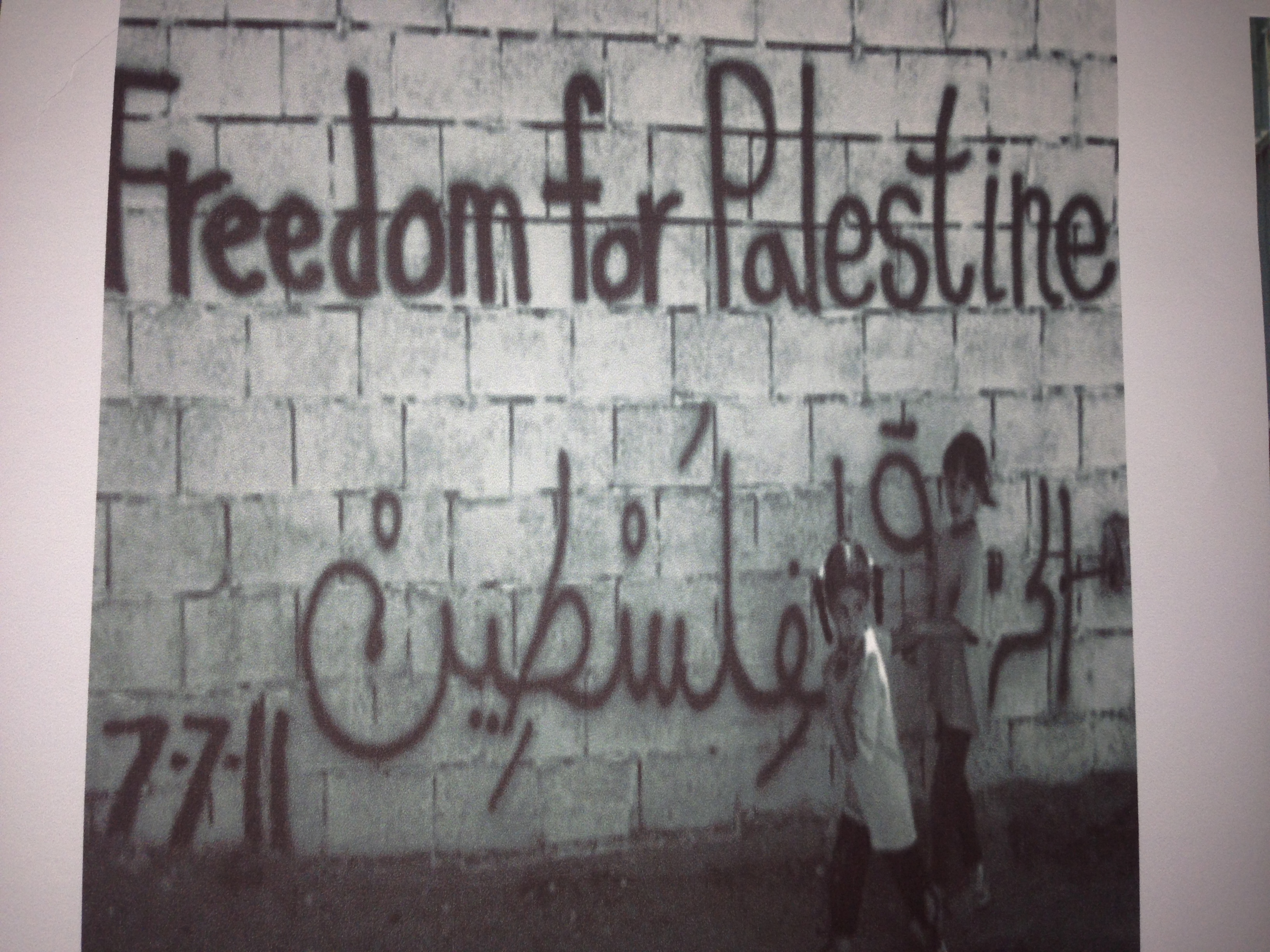
مخيم الرشيدية في صور